# Kruševo Brdo II (Republika Serbska)
Kruševo Brdo II (cyr. Крушево Брдо II) – wieś w Bośni i Hercegowinie, w Republice Serbskiej, w gminie Kotor Varoš. W 2013 roku liczyła 66 mieszkańców.